# Deacy Amp
El Deacy Amp es un amplificador para guitarra creado en 1972 por el bajista de la banda británica Queen, John Deacon, quien es ingeniero electrónico, usando una placa de circuito de una radio portátil Supersonic PR80 que encontró en un contenedor de basura. Fue instalado en una caja acústica (bafle) y alimentado por una batería de 9 voltios. 
El amplificador no tenía controles de volumen o tono, y durante la mayor parte de su historia nunca se rompió o reparó. Se usó con la guitarra Red Special (creada por Brian May) y su pedal "treble-booster", para producir sonidos parecidos a varios instrumentos de orquesta, como violín, violonchelo, trombón, clarinete o incluso voces. Fue utilizado por primera vez en grabaciones de las canciones «Procession» y «The Fairy Feller's Master-Stroke» del álbum Queen II de 1974.